# Соморджай, Габор
Габор Арпад Соморджай (Шоморьяи, англ. Gábor A. Somorjai, венг. Somorjai Gábor Árpád; фамилия при рождении Штейнер (венг. Steiner Gábor Árpád); 4 мая 1935, Будапешт — 7 июля 2025) — американский учёный-химик венгерского происхождения. Труды в основном посвящены химии поверхностных явлений, в том числе с помощью дифракции медленных электронов, и катализу.
Член Национальной академии наук США (1979), Американской академии искусств и наук (1983).

## Ранняя биография
Родился в семье банковского служащего Кароя Штейнера (венг. Steiner Károly) и Ливии Ормош (венг. Ormos Lívia). Будучи еврейского происхождения, в 1944 году с матерью и сестрой смог избежать депортации и выехать в Швецию по выданной Раулем Валленбергом визе. Его отец попал в нацистские лагеря, но ему также повезло выжить.
Габор изучал химическую инженерию в Будапештском университете технологии и экономики, однако ему пришлось уехать в США, так как он был участником Венгерского восстания 1956 года. Вместе с другими венгерскими иммигрантами Соморджай поступил в аспирантуру в Беркли и получил докторскую степень в 1960 году. В течение нескольких лет он работал в Исследовательском центре Томаса Дж. Уотсона, пока в качестве доцента не вернулся в Беркли в 1964 году.

## Химические исследования
Внедрение новых технологий, таких как дифракция медленных электронов, произвело революцию в изучении поверхностей в 1950-х и 1960-х годах. Тем не менее, ранние исследования были ограничены такими поверхностями, как кремний, известному своими электрическими свойствами. В отличие от него, Соморджай больше интересовался платиной, примечательной своими химическими свойствами.
Соморджай обнаружил, что дефекты на поверхностях являются местом, где происходят каталитические реакции. Когда эти дефекты разрушаются, между атомами образуются новые связи, что приводит к тому, что сложные органические соединения, такие как лигроин, превращаются, например, в бензин. Эти результаты привели к лучшему пониманию таких вопросов, как адгезия, смазка, трение и адсорбция. Его исследования также имеют важное значение, например, нанотехнологии.
В 1990-х годах Соморджай начал работать с физиком Ю.-Р. Шеном над разработкой метода, известного как спектроскопия с генерацией суммарных частот, для изучения поверхностных реакций без необходимости использования вакуумной камеры. Он также изучал поверхностные реакции в нанотехнологиях на атомном и молекулярном уровнях с помощью атомно-силовой микроскопии и сканирующей туннельной микроскопии, которые также можно использовать без вакуума.
Соморджай, будучи экспертом в области поверхностей, стал консультантом на Зимних Олимпийских играх 2002 года, на которых он давал советы о том, как сделать покрытие для катания на коньках более эффективным в достижении высокой скорости. Исследование Соморджая пролило новый свет на лёд, показав, что конькобежцы катаются на коньках на верхнем слое быстро вибрирующих молекул, а не на слое жидкой воды поверх льда, действующей как смазка, что ранее было общепринятым объяснением скользкости льда.
За свою карьеру Соморджай опубликовал более тысячи статей и три учебника по химии поверхности и гетерогенному катализу. Он был наиболее часто упоминаемым человеком в области химии поверхности и катализа.

## Награды и отличия
- 1969 — Стипендия Гуггенхайма[13]
- 1989 — Премия Петера Дебая[англ.]
- 1994 — ACS Award in Surface Chemistry[нем.]
- 1997 — Премия фон Гиппеля[нем.]
- 1998 — Премия Вольфа по химии[14]
- 1999 — Edgar Fahs Smith Lecture, Пенсильванский университет
- 2001 — Национальная научная медаль США
- 2003 — Медаль Ф. А. Коттона[нем.]
- 2007 — Премия Ирвинга Ленгмюра[англ.]
- 2008 — Медаль Пристли
- 2010 — BBVA Foundation Frontiers of Knowledge Awards
- 2011 — Премия Eni[англ.]
- 2011 — Премия Хонда
- 2013 — Премия НАН США по химическим наукам[англ.]
- 2015 — Медаль Уильяма Г. Николса[нем.].
- 2023 — Премия Энрико Ферми (совместно с Дарлин Хоффман)

В его честь названа Премия Габора Соморджая за творческое исследование катализа (англ. Gabor A. Somorjai Award for Creative Research in Catalysis) которая вручается Американским химическим обществом с 1999 года. Сам Габор Соморджай был награждён этой премией в 2000 году.